# 大佐ダム
大佐ダム（おおさダム）は、岡山県新見市にある高梁川水系の小阪部川（小坂部川）に建設されたダムである。

## 概要
岡山県の農林水産部が管理する重力式コンクリートダムであり、小阪部川の洪水対策、新見市を中心とした農地への灌漑、および施設の維持管理費軽減のための水力発電を行う多目的ダムである。土地改良法に基づく農林水産省の補助事業「農業基盤整備事業」「県営防災・かんがい排水事業」として昭和56年に完成した。
ダム周辺はお～さ源流公園として整備されており、芝生広場ではキャンプを、大佐ダム湖ではカヌーを楽しむことができる。

## 歴史
- 1971年（昭和46年） 着手。
- 1981年（昭和56年）12月 竣工。
- 1988年（昭和63年）3月 発電所運転開始。

## 発電所
農林水産省農村振興局所管事業によって小水力発電施設が設置されている。現在岡山県が管理する農業用ダム・井堰では大佐ダムと和気町の新田原井堰の2ヶ所で水力発電を行っている。